# BMW R57
La BMW R57 è una motocicletta da strada prodotta dalla casa tedesca BMW Motorrad dal 1928 al 1930.

## Storia del progetto
Proseguendo il concetto di modularità introdotto con le precedenti R42 e R47, anche la R57 condivideva il telaio ed altri componenti con la R52. La differenza principale era nel motore. Sulla R52, a vocazione più turistica, la BMW decise di abbandonare il motore quadro in favore di uno a corsa lunga. Sulla R57 si mantennero invece le misure precedenti, inoltre la distribuzione non era a valvole laterali ma a valvole in testa, che permetteva di ottenere migliori prestazioni. Si adottò anche un carburatore maggiorato (un BMW Spezial a 2 valvole 24 mm) ed un rapporto di compressione più spinto. La potenza erogata era di 18 CV a 4.000 rpm, che garantivano una velocità massima di 115 km/h.
La frizione era a secco ed inizialmente monodisco, in seguito si passò al bidisco.

## Produzione
La produzione, cessata nel 1930, fu di 1005 esemplari.
La R57 e la R52 occupavano la fascia di mercato tra le piccole 250 e le grosse 750. Anche a causa della grande depressione, dopo la fine della produzione non fu subito lanciato un nuovo modello. La R52 fu poi sostituita nel 1932 dalla R4, dotata di un più piccolo 400 cm³, anche a causa delle mutate condizioni economiche. Per ritrovare una motocicletta a vocazione sportiva nella fascia media si dovrà invece aspettare il 1936, con il lancio della R5.